# Iris mzchetica
Iris mzchetica är en irisväxtart som beskrevs av Georgi Ivanovich Rodionenko. Iris mzchetica ingår i släktet irisar, och familjen irisväxter. Inga underarter finns listade i Catalogue of Life.